# Pýthio
Pýthio är en ort i Grekland.   Den ligger i prefekturen Nomós Larísis och regionen Thessalien, i den centrala delen av landet, 260 km nordväst om huvudstaden Aten. Pýthio ligger 755 meter över havet och antalet invånare är 892.
Terrängen runt Pýthio är kuperad västerut, men österut är den bergig.Runt Pýthio är det glesbefolkat, med 10 invånare per kvadratkilometer. Närmaste större samhälle är Elassóna, 19,4 km söder om Pýthio. Trakten runt Pýthio består till största delen av jordbruksmark.